# André d'Autriche
André d'Autriche (né au château de Breznice en royaume de Bohême, le 15 juin 1558 et mort à Rome le 12 novembre 1600) est un cardinal autrichien du XVIe siècle. Il est un fils du mariage morganatique de l'archiduc Ferdinand de Tyrol et de Philippine Welser. André d'Autriche est donc le petit-fils de l'empereur Ferdinand Ier du Saint-Empire.

## Repères biographiques
Le pape Grégoire XIII le crée cardinal lors du consistoire du 19 novembre 1576.
Il est élu évêque-coadjuteur de Brixen en 1580. Le cardinal est nommé abbé commendatario de Murbach-Luders en Alsace,en 1587. Il est transféré au diocèse de Constance en 1589. Le cardinal André d'Autriche participe au conclave de 1585, lors duquel Sixte V est élu pape, au premier conclave de 1590 (élection d'Urbain VII), au deuxième conclave de 1590 (élection de Grégoire XIV, qui le nomme légat pour toute l'Allemagne), au conclave de 1591 (élection d'Innocent IX) et à celui de 1592 (élection de Clément VIII). Le roi Philippe II d'Espagne le nomme en 1598 comme gouverneur de la Flandre en place d'Albert d'Autriche. Il meurt en pèlerinage à Rome à l'occasion du jubilé de l'année 1600.
André d'Autriche a deux enfants illégitimes, Hans-Georg Degli Abizzi (1583) et Susanna Degli Abizzi (1584-1653), qui seront élevés par son frère Charles, le margrave de Burgau.
Il est enterré en l'église Santa Maria dell'Anima à Rome.

## Littérature
- (de) Margot Rauch, Karl von Burgau und Kardinal Andreas von Österreich, in: Philippine Welser & Anna Caterina Gonzaga - die Gemahlinnen Erzherzog Ferdinands II. Ausstellungskatalog. Innsbruck 1998, 22, Kat.-Nr. 6.
- (de) Margot Rauch, Kardinal Andreas von Österreich, in: Ambras - Das Schloss der Philippine Welser. Dauerpräsentation. Innsbruck 2007, Objektnr. 21